# Vela nos Jogos Olímpicos de Verão de 2000 - Soling
As provas da classe Soling da vela nos Jogos Olímpicos de Verão de 2000 ocorreram entre 17 e 30 de setembro daquele ano na costa de Sydney, na Austrália. A série começou como uma corrida de frota e depois mudou para corridas com os doze melhores tripulantes. Para esta classe, houve 48 velejadores de 16 nações inscritas.

## Medalhistas
O trio dinamarquês Jesper Bank, Henrik Blakskjær e Thomas Jacobsen finalizou a competição em primeiro lugar e conquistou a medalha de ouro. A prata firmou-se com os alemães Jochen Schümann, Gunnar Bahr e Ingo Borkowski. Por fim, a medalha de bronze ficou com Herman Horn Johannessen, Paul Davis e Espen Stokkeland, da Noruega.
|  | DEN Dinamarca                                |  | GER Alemanha                               |  | NOR Noruega                                         |
|  | Jesper Bank Henrik Blakskjær Thomas Jacobsen |  | Jochen Schümann Gunnar Bahr Ingo Borkowski |  | Herman Horn Johannessen Paul Davis Espen Stokkeland |

## Regatas classificatórias
Os pontos são atribuídos com base na posição final em cada corrida (1 para o primeiro, 2 para o segundo, etc.). Os pontos são totalizados a partir dos 10 primeiros resultados das 11 corridas, sendo os totais mais baixos os melhores. Se um velejador foi desclassificado ou não completou a prova, são atribuídos 26 pontos para essa prova (já que havia 25 velejadores nesta competição).
| Pos. | País               | Timoneiro(a)            | Tripulante(s)                      | Regata 1 | Regata 1 | Regata 2 | Regata 2 | Regata 3 | Regata 3 | Regata 4 | Regata 4 | Regata 5 | Regata 5 | Regata 6 | Regata 6 | Total | Pts   |
| Pos. | País               | Timoneiro(a)            | Tripulante(s)                      | Pos.     | Pts.     | Pos.     | Pts.     | Pos.     | Pts.     | Pos.     | Pts.     | Pos.     | Pts.     | Pos.     | Pts.     | Total | Pts   |
| 1    | NOR Noruega        | Herman Horn Johannessen | Paul Davis Espen Stokkeland        | 5        | 5.0      | 2        | 2.0      | 1        | 1.0      | 3        | 3.0      | 5        | 5.0      | 17       | 17.0     | 33.0  | 16.0  |
| 2    | NZL Nova Zelândia  | Rod Davis               | Don Cowie Alan Smith               | 3        | 3.0      | 3        | 3.0      | 10       | 10.0     | 2        | 2.0      | 7        | 7.0      | 3        | 3.0      | 28.0  | 18.0  |
| 3    | NED Países Baixos  | Roy Heiner              | Peter van Niekerk Dirk de Ridder   | 1        | 1.0      | 5        | 5.0      | 13       | 13.0     | 11       | 11.0     | 1        | 1.0      | 1        | 1.0      | 32.0  | 19.0  |
| 4    | USA Estados Unidos | Jeff Madrigali          | Craig Healy Hartwell Jordan        | 4        | 4.0      | 14       | 14.0     | 2        | 2.0      | 16       | 16.0     | 2        | 2.0      | 2        | 2.0      | 40.0  | 24.0  |
| 5    | RUS Rússia         | Georgy Shayduko         | Oleg Khopyorsky Andrey Kirilyuk    | 2        | 2.0      | 8        | 8.0      | 4        | 4.0      | 8        | 8.0      | 6        | 6.0      | 9        | 9.0      | 37.0  | 28.0  |
| 6    | AUS Austrália      | Neville Wittey          | Josh Grace David Edwards           | 8        | 8.0      | 11       | 11.0     | 6        | 6.0      | 1        | 1.0      | 9        | 9.0      | 14       | 14.0     | 49.0  | 35.0  |
| 7    | GBR Grã-Bretanha   | Andy Beadsworth         | Richard Sydenham Barry Parkin      | 13       | 13.0     | 7        | 7.0      | 8        | 8.0      | 4        | 4.0      | 4        | 4.0      | 13       | 13.0     | 49.0  | 36.0  |
| 8    | UKR Ucrânia        | Sergiy Pichugin         | Volodymyr Korotkov Sergiy Timokhov | 12       | 12.0     | 1        | 1.0      | 7        | 7.0      | 6        | 6.0      | 17       | 17.0     | 12       | 12.0     | 55.0  | 38.0  |
| 9    | FRA França         | Philippe Presti         | Pascal Rambeau Jean-Marie Dauris   | 9        | 9.0      | 13       | 13.0     | 11       | 11.0     | 9        | 9.0      | 3        | 3.0      | 7        | 7.0      | 52.0  | 39.0  |
| 10   | GER Alemanha       | Jochen Schümann         | Gunnar Bahr Ingo Borkowski         | 14       | 14.0     | 10       | 10.0     | 3        | 3.0      | 7        | 7.0      | 10       | 10.0     | 11       | 11.0     | 55.0  | 41.0  |
| 11   | SWE Suécia         | Hans Wállen             | Johan Barne Magnus Augustson       | 7        | 7.0      | 15       | 15.0     | 5        | 5.0      | 10       | 10.0     | 17       | 17.0     | 5        | 5.0      | 59.0  | 42.0  |
| 12   | DEN Dinamarca      | Jesper Bank             | Henrik Blakskjær Thomas Jacobsen   | 6        | 6.0      | 16       | 16.0     | 12       | 12.0     | 12       | 12.0     | 11       | 11.0     | 4        | 4.0      | 61.0  | 45.0  |
| 13   | CAN Canadá         | Bill Abbott             | Matt Abbott Brad Boston            | 10       | 10.0     | 9        | 9.0      | 9        | 9.0      | 13       | 13.0     | 12       | 12.0     | 8        | 8.0      | 61.0  | 48.0  |
| 14   | ITA Itália         | Nicola Celon            | Daniele De Luca Michele Paoletti   | 16       | 16.0     | 6        | 6.0      | 14       | 14.0     | 5        | 5.0      | 14       | 14.0     | 10       | 10.0     | 150.0 | 132.0 |
| 15   | FIN Finlândia      | Jali Mäkilä             | Eki Heinonen Sami Tamminen         | 11       | 11.0     | 4        | 4.0      | 15       | 15.0     | 14       | 14.0     | 13       | 13.0     | 15       | 15.0     | 72.0  | 57.0  |
| 16   | ESP Espanha        | Manuel Doreste          | Domingo Manrique Juan Luis Wood    | 15       | 15.0     | 12       | 12.0     | 16       | 16.0     | 15       | 15.0     | 8        | 8.0      | 6        | 6.0      | 74.0  | 58.0  |

Legenda
| Recorde mundial      | Recorde mundial (World record)               |                       | Recorde africano                      | Recorde africano (African) |                                           | Q | Classificado por posição (Qualified) |
| Recorde olímpico     | Recorde olímpico (Olympic record)            | Recorde da América    | Recorde da América (Americas)         | q                          | Classificado por melhor tempo (Qualified) |   |                                      |
| Melhor marca do ano  | Melhor marca do ano (World leading)          | Recorde asiático      | Recorde asiático (Asian)              | DNS                        | Não largou (Did not start)                |   |                                      |
| Recorde nacional     | Recorde nacional (National record)           | Recorde europeu       | Recorde europeu (European)            | DNF                        | Não terminou (Did not finish)             |   |                                      |
| Recorde pessoal      | Recorde pessoal do atleta (Personal best)    | Recorde da Oceania    | Recorde da Oceania (Oceania)          | DSQ / DQ                   | Desclassificado (Disqualified)            |   |                                      |
| Recorde da temporada | Recorde da temporada do atleta (Season best) | Recorde sul-americano | Recorde sul-americano (South America) | NM                         | Sem marca (No mark)                       |   |                                      |

## Fase final

### Semifinais
| CON               | I | II | III | IV | Pts |
| ----------------- | - | -- | --- | -- | --- |
| GER Alemanha      | L | W  | W   | W  | 3   |
| NED Países Baixos | W | L  | L   | L  | 1   |

| CON               | I | II | III | IV | Pts |
| ----------------- | - | -- | --- | -- | --- |
| DEN Dinamarca     | W | L  | W   | W  | 3   |
| NED Países Baixos | L | W  | L   | L  | 1   |

### Disputa pelo bronze
| CON               | I | II | III | IV | Pts |
| ----------------- | - | -- | --- | -- | --- |
| NOR Noruega       | W | L  | W   | W  | 3   |
| NED Países Baixos | L | W  | L   | L  | 1   |

### Final
| CON           | I | II | III | IV | V | VI | VII | Pts |
| ------------- | - | -- | --- | -- | - | -- | --- | --- |
| DEN Dinamarca | W | L  | L   | W  | L | W  | W   | 4   |
| GER Alemanha  | L | W  | W   | L  | W | L  | L   | 3   |